# Monastère d'Alaverdi
Pour les articles homonymes, voir Alaverdi.
Le monastère d’Alaverdi ou Alaverdi (en géorgien : ალავერდი) est un monastère orthodoxe géorgien situé à quelque 20 kilomètres de Telavi, en Kakhétie (Géorgie orientale). Certaines parties du monastère datent du VIe siècle. La cathédrale actuelle date quant à elle du XIe siècle.

## Histoire
Le monastère est fondé par le moine assyrien Joseph (ou Iosseb, Amba) Alaverdeli, qui venait d’Antioche et s’établit à Alaverdi, alors un petit village et un centre de l’ancienne foi païenne, étant dédié à la Lune. Au début du XIe siècle, le roi de Kakhétie Kvirike le Grand construit la cathédrale aujourd’hui connue sous le nom de cathédrale d’Alaverdi, à la place d’une petite église consacrée à saint Georges de Lydda. S’élevant à 55 mètres, la cathédrale d’Alaverdi est le second plus haut édifice religieux de Géorgie après la cathédrale de Sameba, consacrée en 2004, à Tbilissi. Le monastère est le centre d’une célébration annuelle religieuse, l’Alaverdoba.

## Galerie

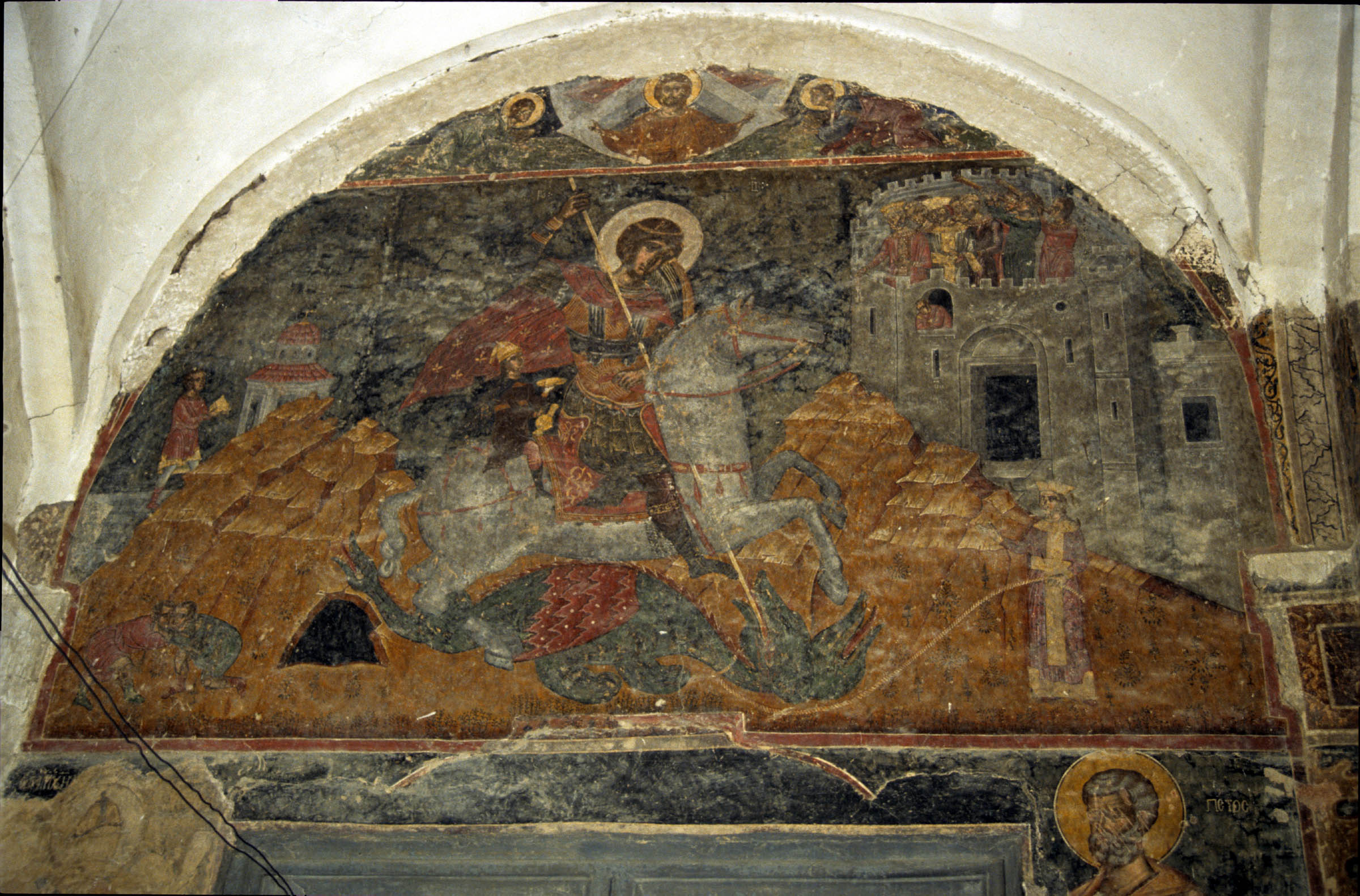
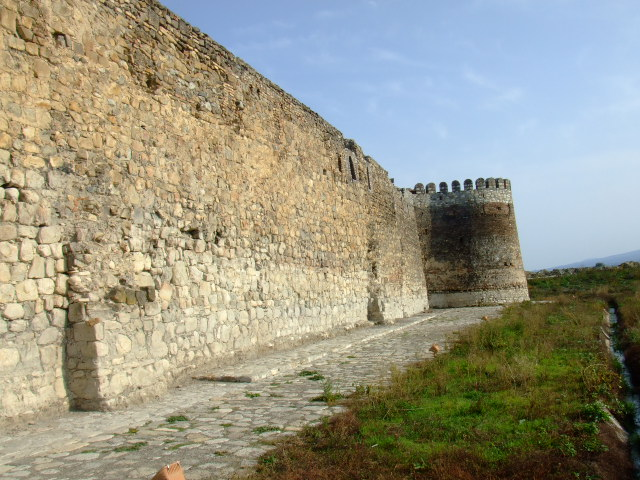

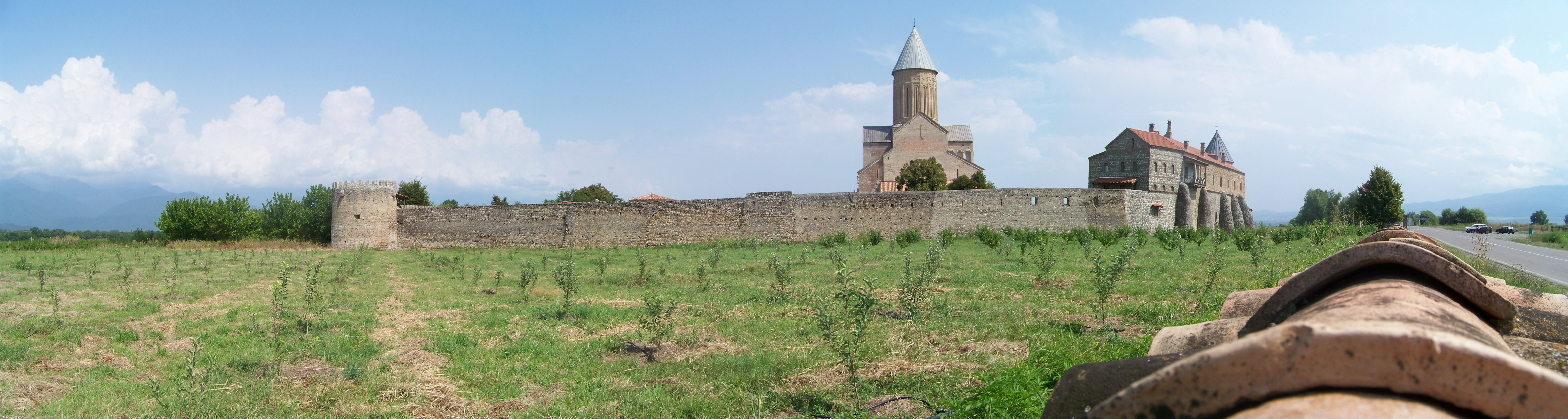
Vue panoramique de Alaverdi par le Sud. (Photo de Jaba Labadze)

## Sépultures
- Ketevan de Kakhétie
- Teimouraz Ier de Kakhétie